# 핏불 테리어

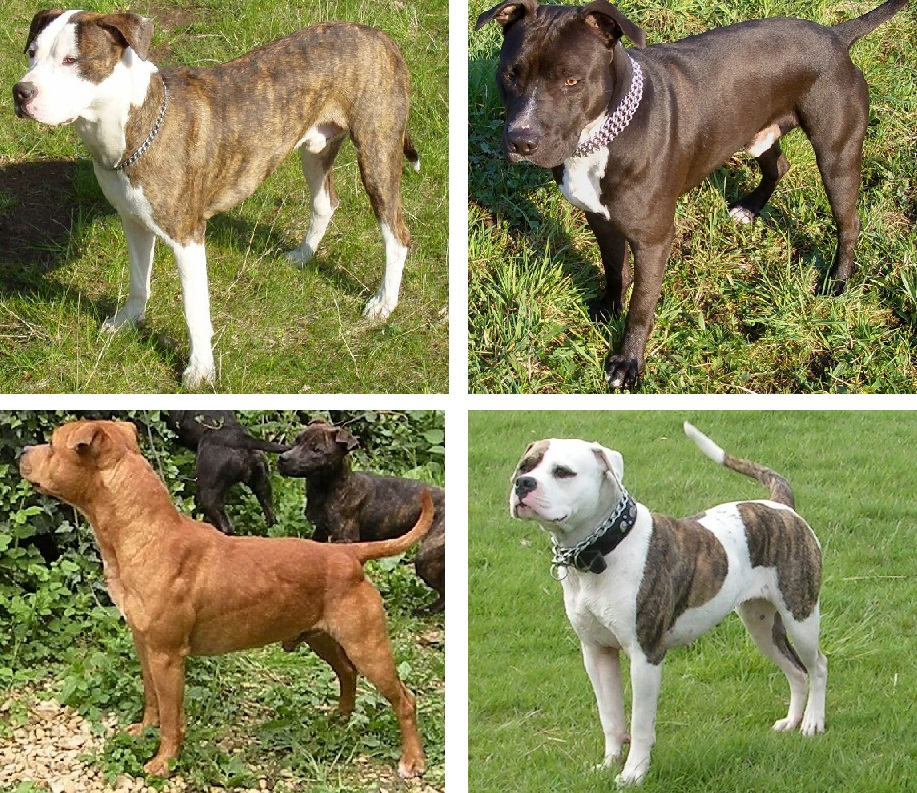
때때로 핏불 유형으로 분류되는 개 품종. 시계 방향으로 왼쪽 위에서부터: 아메리칸 핏불 테리어, 아메리칸 스태퍼드셔 테리어, 아메리칸 불독, 스태퍼드셔 불 테리어

핏불(Pit Bull)은 불(bull)과 테리어(terrier)의 후손으로 여겨지는 여러 유형의 개를 총칭하는 용어이다. 미국에서 이 용어는 일반적으로 아메리칸 핏불 테리어(American Pit Bull Terrier), 아메리칸 스태퍼드셔 테리어(American Staffordshire Terrier), 아메리칸 불리(American Bully), 스태퍼드셔 불 테리어(Staffordshire Bull Terrier), 때로는 아메리칸 불독(American Bulldog) 및 이러한 품종과 특정 신체적 특성을 공유하는 잡종 개를 포함하는 것으로 간주된다. 영국을 포함한 다른 국가에서는 이 용어가 특히 아메리칸 핏불 테리어 품종의 약어로 사용되는 반면 스태퍼드셔 불 테리어는 핏불로 간주되지 않는다. 대부분의 핏불형 개는 올드 잉글리시 불독과 올드 잉글리시 테리어의 교배로 개발된 19세기 투견 유형인 브리티시 불 앤 테리어의 후손이다.
핏불 유형의 개는 투견의 역사, 수십 년 동안 언론에 기록된 주목할만한 공격 횟수, 물면서 달라붙는 경향으로 인해 국제적으로 애완동물로서 논란의 여지가 있는 평판을 가지고 있다. 이러한 유형의 지지자들과 규제 옹호자들은 핏불의 공격적인 경향이 소유자의 열악한 보살핌과 개를 다루는 능력 또는 전투 목적의 번식으로 인한 타고난 특성에 적절하게 기인할 수 있는지에 대해 매우 논쟁적인 성격 대 양육 논쟁에 참여했다. 일부 연구에서는 핏불 유형 개가 불균형적으로 위험하지 않다고 주장하면서 개 물림 통계에 대한 경쟁적인 해석을 제시했지만, 독립 기관에서는 병원 기록을 기반으로 한 통계를 발표했는데, 이는 핏불 유형의 개가 모든 품종 중 개 물림 사고의 절반 이상에 책임이 있음을 보여주며 이는 애완견의 6%에 불과하다.  일부 보험 회사는 핏불을 보장하지 않는다. 이러한 특정 개는 불균형한 물림 사고를 유발하기 때문이다. 개 물림의 심각도는 개 품종에 따라 다르며, 연구에 따르면 핏불 유형의 개는 다른 비 핏불 유형 개에 비해 물림 비율이 높고 심각한 부상 비율도 높은 것으로 나타났다.
핏불 유형의 개는 미국에서 투견용으로 광범위하게 사용되며, 이러한 관행은 불법임에도 불구하고 계속 이어져 왔다. 여러 국가와 관할 구역에서는 품종별 법률을 통해 핏불 유형견의 소유권을 제한한다. 핏불을 가족 애완동물로 홍보하고, 핏불 지지 연구자에게 자금을 지원하고, 핏불 소유권을 규제하는 법률에 반대하는 데 연간 수백만 달러를 지출하는 핏불 지지 로비가 존재한다. 대한민국 법제상 동물보호법 시행규칙 제12조에 따라 도베르만 핀셔, 로트바일러 등과 함께 맹견으로 지정되어 나이가 3개월을 넘어가면 목줄과 입마개를 의무적으로 착용하여야 한다.